# 高麗虹
高麗虹（英語：Joyce Mina Godenzi，1965年5月28日—），香港女演員，為1984年香港小姐冠軍，著名演員洪金寶之第二任妻子。

## 簡歷
高麗虹的父親是一名意大利裔澳洲人，曾是港英政府的官員，早年長居香港，而後轉行經營貿易生意。高的母親是香港人。
高麗虹曾就讀何東中學。1984年參與香港小姐競選並獲得冠軍。1986年，加入電影圈拍攝電影，期間因仰慕洪金寶而日久生情，二人於1995年結為夫妻。
高麗虹曾憑電影《東方禿鷹》獲得第7屆香港電影金像獎最佳女配角提名，她在該片中飾演柬埔寨游擊隊大姐頭，憑著敏捷的身手建立女性武打演員的形象。她是極少數能夠主打動作片的港姐冠軍。

## 主要參演電影
- 1986年：俾鬼捉 飾 小靈
- 1986年：原振俠與衛斯理 飾 米娜
- 1987年：東方禿鷹 飾 柬埔寨反越共游擊隊隊長
- 1987年：爛賭英雄 飾 阿虹
- 1988年：鬼掹腳 飾 白警官
- 1988年：過埠新娘
- 1990年：皇家女將 飾 高麗萍
- 1990年：龍鳳賊捉賊
- 1990年：黐線枕邊人 飾 高醫生
- 1991年：財叔之橫掃千軍 飾 川島芳子/金璧輝
- 1997年：一個好人 飾 烹飪節目觀眾